# Pour les tout-petits
 (signalé en juillet 2025).
Si vous disposez d'ouvrages ou d'articles de référence ou si vous connaissez des sites web de qualité traitant du thème abordé ici, merci de compléter l'article en donnant les références utiles à sa vérifiabilité et en les liant à la section « Notes et références ».
- Archive Wikiwix
- Bing
- Cairn
- DuckDuckGo
- E. Universalis
- Gallica
- Google
- G. Books
- G. News
- G. Scholar
- Persée
- Qwant
- (zh) Baidu
- (ru) Yandex
- (wd) trouver des œuvres sur Wikidata

Pour les tout-petits est une émission de télévision française pour la jeunesse diffusée de 1994 à 1995 sur La Cinquième.

## Diffusion
En semaine à 7h00 et à midi.

## Séries d'animation
- Le Manège enchanté
- Les Snorky